# Montséret
Montséret (okzitanisch Montseret oder Montseren) ist ein Ort und eine Gemeinde mit 620 Einwohnern (Stand 1. Januar 2022) im Süden Frankreichs im Département Aude in der Region Okzitanien.

## Lage
Der Ort Montséret liegt am Flüsschen Aussou am Ostrand des Bergzugs der Corbières ca. 22 Kilometer südwestlich von Narbonne in einer Höhe von etwa 90 Metern ü. d. M.

## Bevölkerungsentwicklung
| Jahr      | 1968 | 1975 | 1982 | 1990 | 1999 | 2007 | 2012 |
| Einwohner | 360  | 308  | 306  | 347  | 401  | 465  | 529  |

Im 19. Jahrhundert stieg die Zahl der Einwohner von knapp über 100 auf über 500 Personen an. Die Reblauskrise im Weinbau und die Mechanisierung der Landwirtschaft führten seitdem zu einem kontinuierlichen Bevölkerungsrückgang, der seinen Höhepunkt in den 1960er bis 1980er Jahren erreichte. Die Nähe zur Großstadt Narbonne hat in den letzten Jahrzehnten wieder zu einem deutlichen Anstieg der Einwohnerzahlen geführt.

## Wirtschaft
Ein Großteil der landwirtschaftlichen Flächen ist seit Jahrhunderten dem Weinbau vorbehalten; produziert werden Weiß-, Rot- und Roséweine, die über die Appellationen Pays de l’Aude, Corbières, Corbières-Boutenac, Languedoc, Le Pays Cathare und Pays d’Oc vermarktet werden. Einige leerstehende Häuser sind zu Ferienwohnungen (gîtes) umgewandelt worden.

## Geschichte
Im 11. Jahrhundert entstand auf dem Gipfel des Roquelongue-Felsens die Festung Moun Séré, die bis zum Jahr 1550 Bestand haben sollte. Im Jahr 1153 gründete Raingarde de Montseret beim Weiler Ollieux das erste Zisterzienserinnen-Kloster Frankreichs, welches jedoch bereits zwanzig Jahre später (1174) der Abtei von Fontfroide als Priorat unterstellt wurde. Für den Bau einer Eisenbahnlinie im 19. Jahrhundert wurden die Steine der Burg abgetragen.

## Sehenswürdigkeiten
- Der etwa 200 Meter hohe Felsen von Roquelongue dominiert den Ort; von seinem Gipfel ergeben sich Ausblicke auf die Corbières und die Montagne Noire.
- Die Pfarrkirche Saint-Félix ist ein Bau des 17. Jahrhunderts; der Glockenturm und zwei Seitenkapellen wurden im 19. Jahrhundert angebaut.